# Menjagrà de Jamaica
El menjagrà de Jamaica (Loxipasser anoxanthus) és un ocell de la família dels tràupid (Thraupidae) i única espècie del gènere Loxipasser Bryant, 1866.

## Hàbitat i distribució
Habita zones arbustives i límit del bosc a Jamaica, majoritariamnet a les terres altes.